# Liesjärvi
Liesjärvi ([liesjærvi]IPA), celým jménem Liesjärven kansallispuisto je národní park v jižním Finsku v provincii Kanta-Häme na katastru obce Tammela. Byl založen roku 1956 a jeho současná rozloha je 22 km². Rozkládá se v okolí stejnojmenného jezera Liesjärvi. Příroda v parku je typická pro jižní Finsko — drsný venkov obklopen úrodnými poli. Dominují zde krásná pobřeží jezer a pláže. V parku je asi 30 km značených stezek.
Asi největší atrakcí nízký a úzký hřeben Kyynäränharju, který odděluje jezera Liesjärvi a Kyynäräjärvi, a po kterém vede značená stezka. Dalším zajímavým místem je téměř pohádkový les Ahonnokka. Kulturním dědictvím je skanzen Korteniemi, selská usedlost ve stavu z počátku 20. století.
Park disponuje dostatečným množstvím míst pro stanování a kempování s kvalitním zázemím. Park je přístupný po hlavní silnici číslo 2 z Helsinek do Pori. Leží asi 95 km od Helsinek a 22 km od města Forssa. Nedaleko parku je Hämeské turistické centrum, vede od něj asi 5&km dlouhá značená stezka do parku.
Několik kilometrů severozápadním směrem od parku leží národní park Torronsuo.